# Higroforàcies
Les higroforàcies (Hygrophoraceae) és una família de fongs de l'ordre dels agaricals (Agaricales). Inclou les llenegues i els gèneres Hygrophorus i Hygrocybe. Actualment, per les evidències de l'ADN, inclou també els basidioliquens i els fongs corticioides. Les espècies poden ser fongs ectomicorrízics, líquens, associats amb les molses o sapròfits. La família conté 18 gèneres i unes 400 espècies.

## Taxonomia
La família Hygrophoraceae va ser proposada primer per Lotsy (1907). No tots els investigadors posteriors van acceptar aquesta família i Carleton Rea (1922), per exemple, continuà incloent-los en Agaricaceae.

## Estatus actual
Per la investigació filogenètica basada en l'anàlisi cladística de les seqüències de l'ADN, es suggereix que els Hygrophoraceae són diferents de Tricholomataceae i són monofilètics (i per tant un grup natural). Tanmateix els gèneres Camarophyllopsis i Neohygrophorus, no pertanyen a la família, però altres gèneres sí. Els gèneres agàrics inclouen Ampulloclitocybe, Cantharellula, i Lichenomphalia,com també Arrhenia. Els gèneres no agàrics inclouen el fong corticioide Eonema i Cyphellostereum, i els líquens basidioliquens Dictyonema. Com a resultat els Hygrophoraceae actualment no tenen trets morfològics comuns.
Els membres de Hygrophoraceae tenen distribució cosmopolita, des dels tròpics a les regions subpolars.

## Ús econòmic
Els cossos fructífers d'algunes espècies de Hygrophorus i Hygrocybe són comestibles. Cap es cultiva comercialment.

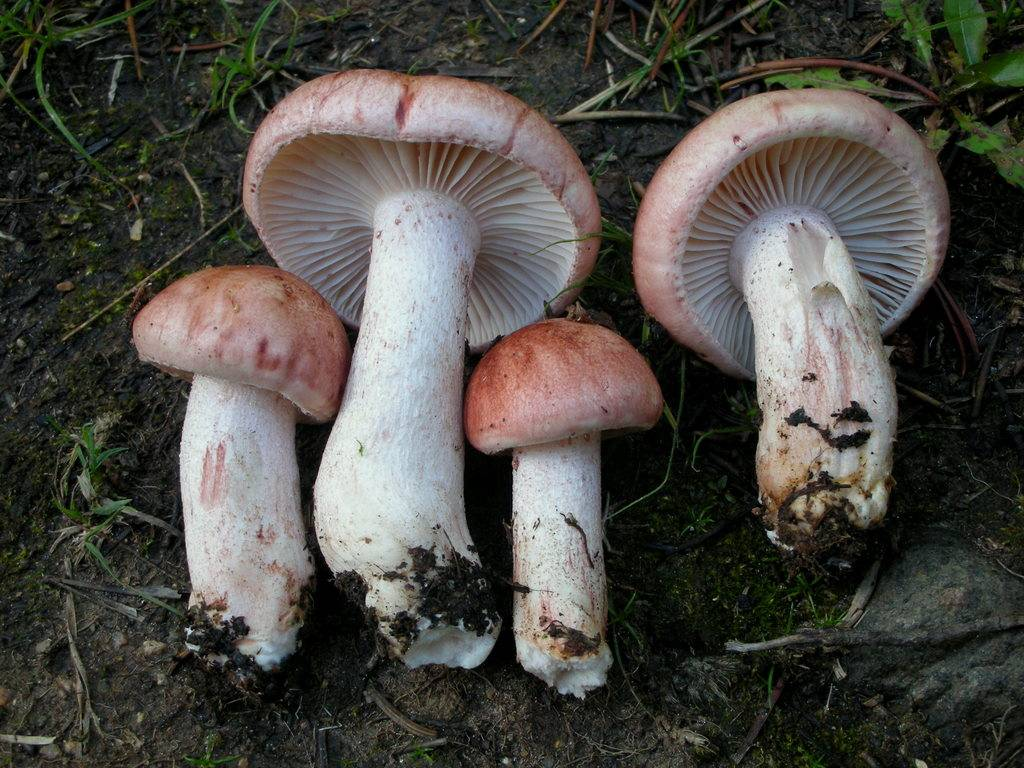
Hygrophorus erubescens
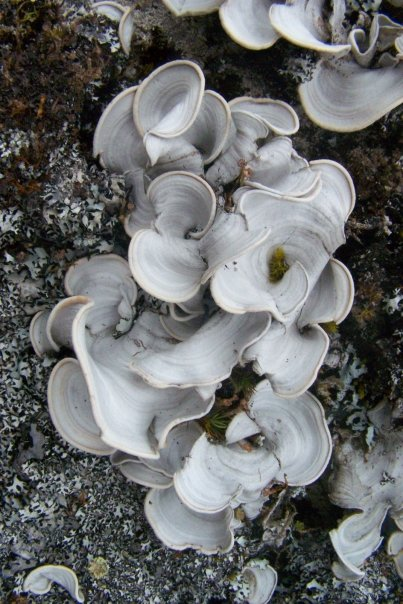
Dictyonema pavonium
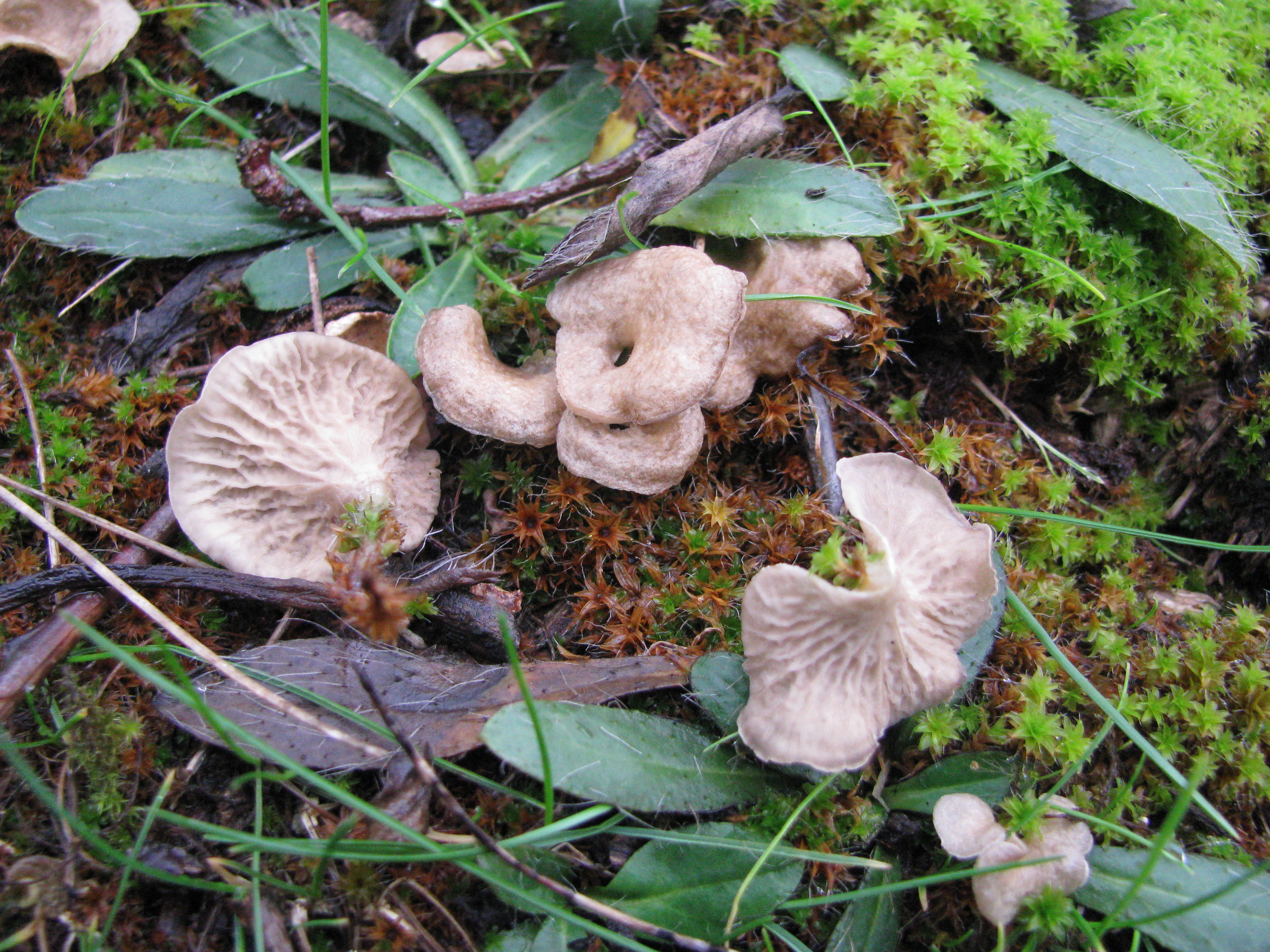
Arrhenia spathulata
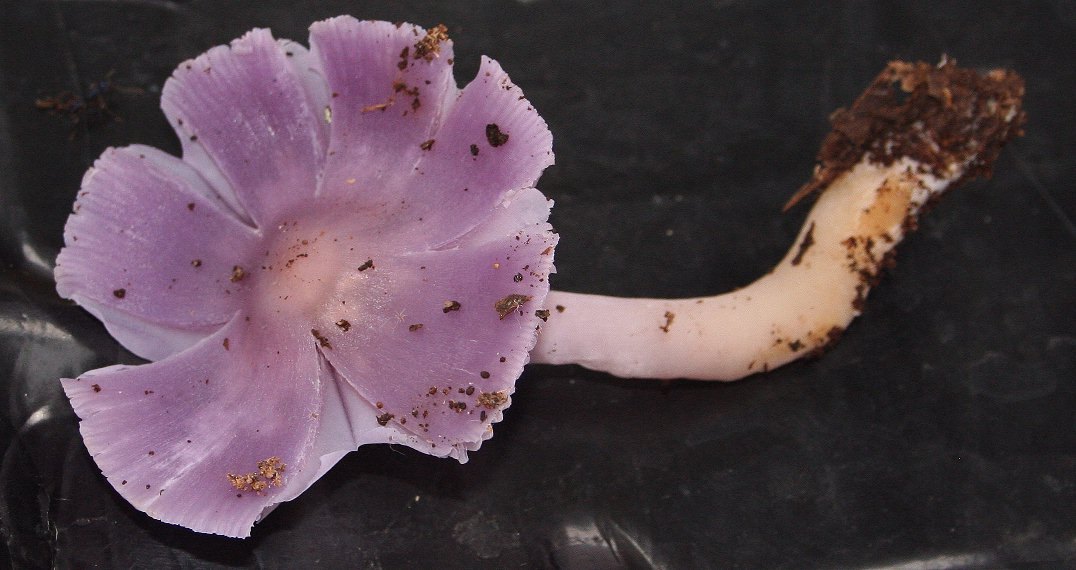
Humidicutis lewelliniae